# ブリーダーズステークス (ニュージーランド)
ブリーダーズステークス（New Zealand Thoroughbred Breeders Stakes）はニュージーランドのエラズリー競馬場で開催される芝1600メートルの競馬の競走である。グループ制ではG1に類される。出走条件は3歳以上牝馬。
2001年まではG2戦だったが2002年にG1に昇格した。
2019年まではテアロハ競馬場で開催されていたが、2021年・2022年はテラパ競馬場、2023年はプケコヘ競馬場でそれぞれ開催され、2024年よりエラズリー競馬場での開催に移行した。

## 歴代優勝馬
- 2025　Provence[1]
- 2024　Belclare[2]
- 2023　Belclare[3]
- 2022　Imperatriz[4]
- 2021　Avantage[5]
- 2019　Nicoletta[6]
- 2018　Miss Wilson[7]
- 2017　Charmont[8]
- 2016　Perfect Fit[9]
- 2015　Diademe[10]
- 2014　Viadana
- 2013　Xanadu
- 2012　Say No More
- 2011　Barinka
- 2010　Juice
- 2009　Dane Julia
- 2008　Special Mission
- 2007　Captivate
- 2006　Arlingtonboulevard
- 2005　Rockabubble
- 2004　Surprize Surprize
- 2003　Zirna
- 2002　Saint Cecile
- 2001　Saint Cecile
- 2000　Tall Poppy